# Quý tộc viện (Nhật Bản)
Quý tộc viện của Nhật Bản (貴族院 Kizoku-in) là thượng viện của đế quốc Nghị hội chiếu theo Hiến pháp Minh Trị, hoạt động từ 1889 đến 1947 dưới thể chế Đế quốc Nhật Bản. 

## Thành lập
Trước thời Minh Trị, triều đình Nhật Bản theo thế chế quân chủ chuyên chế nhưng trước cao trào duy tân và tân học Tây phương, vua Minh Trị ra lệnh xóa bỏ hệ thống phiên chúa 藩 (han) năm 1871 mà lập hệ thống hành chánh phủ huyện. Năm 1881 thì ra mắt chính phủ lập hiến và đến năm 1889 thì soạn xong Hiến pháp Minh Trị.
Trước đó triều đình đã xuống chiếu lập hội đồng phủ huyện từ năm 1880 như một cách sửa soạn quốc dân dần tiến lên bầu cử Quốc hội. Chiếu theo Hiến pháp thì Quốc hội có hạ viện tức Chúng nghị viện và thượng viện tức Quý tộc viện, dựa theo mô hình lưỡng viện  House of Commons & House of Lords của Anh và Abgeordnetenhaus & Herrenhaus của Phổ. 
Tuy mở cửa cho quốc dân tham chính nhưng triều đình Nhật Bản chủ trương lập ra Quý tộc viện để giữ quyền lợi của giới thượng lưu truyền thống trong ngành lập pháp.
Giới quý tộc ở Nhật Bản theo thống kê năm 1898 là 4.551 người gồm hoàng tộc cùng năm tước: công, hầu, bá, tử và nam. Quý tộc viện là cơ quan lập pháp dành riêng cho nhóm này. Những người có chân trong Quý tộc viện thuộc ba hạng:
1. hạng kế thừa cha truyền con nối của hoàng tộc và các công tước,
2. hạng bảo cử, nhiệm kỳ bảy năm rút từ bốn tước còn lại: hầu, bá, tử và nam
3. hạng bổ nhiệm với nhiệm kỳ bảy năm do thiên hoàng chọn từ danh sách những người giàu có đóng thuế cao nhất ở mỗi địa phương.

### Số ghế
Trong nhiệm kỳ đầu tiên của Đế quốc Nghị hội (1889-1890) thì Quý tộc viện có 251 người: 145 thuộc hạng kế thừa và 106 người thuộc hai nhóm còn lại. 
Sang đầu thế kỷ 20 thì số ghế của Quý tộc viện tăng lên thành 328 ghế so với Chúng nghị viện 376 ghế.
Số ghế tiếp tục tăng sau khi Nhật Bản đô hộ Triều Tiên, thu nhận giới quý tộc người Hàn và thêm các đại diện của Học viện Hoàng gia Nhật Bản. Số ghế thành 409 năm 1938 nhưng rồi tụt xuống 373 năm 1947 vào phiên họp cuối cùng, tức nhiệm kỳ 92.

## Giải thể
Quý tộc viện bị bãi bỏ năm 1947 thời hậu chiến theo hiến pháp mới do Hoa Kỳ soạn ra để dân chủ hóa guồng máy cai trị Nhật Bản. Chúng nghị viện vẫn giữ nguyên nhưng thay cho Quý tộc viện là Tham nghị viện. Thành phần tham gia Tham nghị viện không phân biệt nghị viên theo giai cấp quý tiện nữa mà do bầu cử toàn quốc.

## Danh sách các chủ tịch của Quý tộc viện Nhật Bản
| No. | Tên                 | Hình ảnh | Tước phẩm                       | Nhiệm kỳ             | Nhiệm kỳ             | Phiên thứ |
| No. | Tên                 | Hình ảnh | Tước phẩm                       | Bắt đầu              | Kết thúc             | Phiên thứ |
| --- | ------------------- | -------- | ------------------------------- | -------------------- | -------------------- | --------- |
| 1   | Itō Hirobumi        |          | Nguyên lão, bá tước (hakushaku) | 24 tháng 10 năm 1890 | 20 tháng 7 năm 1891  | 1         |
| 2   | Hachisuka Mochiaki  |          | Hầu tước (kōshaku)              | 20 tháng 7 năm 1891  | 3 tháng 10 năm 1896  | 2–9       |
| 3   | Konoe Atsumaro      |          | Hoàng thân, công tước (kōshaku) | 3 tháng 10 năm 1896  | 4 tháng 12 năm 1903  | 10–18     |
| 4   | Tokugawa Iesato     |          | Hoàng thân, công tước (kōshaku) | 4 tháng 12 năm 1903  | 9 tháng 6 năm 1933   | 19–64     |
| 5   | Fumimaro Konoe      |          | Hoàng thân, công tước (kōshaku) | 9 tháng 6 năm 1933   | 17 tháng 6 năm 1937  | 65–70     |
| 6   | Yorinaga Matsudaira |          | Nguyên lão, bá tước (hakushaku) | 17 tháng 6 năm 1937  | 11 tháng 10 năm 1944 | 71–85     |
| 7   | Tokugawa Kuniyuki   |          | Hoàng thân, công tước (kōshaku) | 11 tháng 10 năm 1944 | 19 tháng 6 năm 1946  | 86–89     |
| 8   | Tokugawa Iemasa     |          | Hoàng thân, công tước (kōshaku) | 19 tháng 6 năm 1946  | 2 tháng 5 năm 1947   | 90–92     |